# Maximilian Ziegler

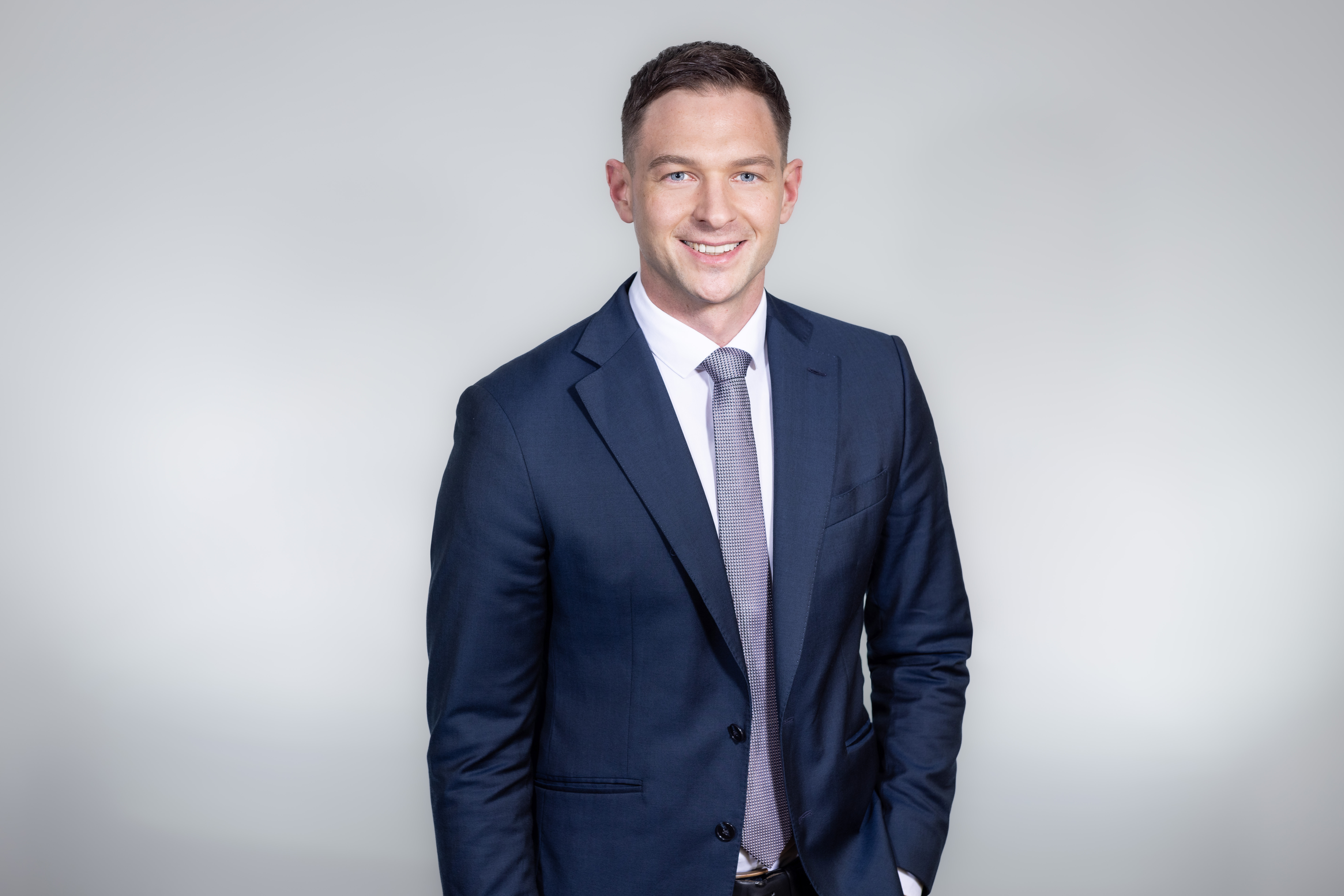
Maximilian Ziegler

Maximilian Ziegler (* 1992 in Lauterbach (Hessen)) ist ein deutscher Politiker (SPD) und Wirtschaftsingenieur. Seit Januar 2024 ist er Abgeordneter des hessischen Landtags. 
Er ist für die SPD-Landtagsfraktion Sprecher für Verkehr, Mittelstand, ländlicher Raum, Jagd und Fischereiwesen. 
Ziegler lebt in Crainfeld, einem kleinen Dorf in der Gemeinde Grebenhain, Vogelsbergkreis.

## Leben und Werte
Ziegler wurde 1992 geboren und wuchs in einer ländlichen Umgebung in Crainfeld auf, die seine Überzeugungen und Ziele prägte. Er ist zudem der Sohn des ehemaligen Bürgermeisters von Herbstein. 
Ziegler sieht die Bewohner des ländlichen Raums als „Zukunftsschatz für Hessen“ und fordert eine Politik, die gezielt auf die Bedürfnisse und Potenziale dieser Regionen eingeht, um sie als zentrale Stütze der Gesellschaft zu stärken.
Sein Abitur legte er 2011 an der Alexander-von-Humboldt-Schule Lauterbach ab, im Anschluss nahm er ein Studium des Wirtschaftsingenieurwesens an der Hochschule für Technik, Wirtschaft und Kultur in Leipzig auf. Sein Studium beendete er mit 2016 mit dem Masterabschluss.
Praktische Erfahrungen sammelte er während des Studiums. 2014 arbeitete er ein Semester lang auf der Tunnelbaustelle Citybanan Odenplan in Stockholm. Seine Masterarbeit schrieb er bei einem Maschinenbauunternehmen, das am Neubau des Flughafens Abu Dhabi beteiligt war.
Im Anschluss an sein Studium war er als Bauleiter und später als Projektleiter bei der Firma Adolf Lupp GmbH + Co.KG in Nidda beschäftigt.

## Politischer Werdegang
2015 trat Ziegler in die SPD ein. 2016 wurde er in die Gemeindevertretung von Grebenhain gewählt, wo er 2018 den Fraktionsvorsitz übernahm. Seit 2021 ist er zudem Mitglied des Vogelsberger Kreistages und dort Ausschussvorsitzender des Ausschusses für Bauen, Umwelt, Klima und ländlicher Raum.
Bei der Landtagswahl in Hessen 2023 wurde er einstimmig als Direktkandidat für die SPD im Wahlkreis Vogelsberg aufgestellt und trat zudem auf Platz 18 der SPD-Landesliste an. Mit 19,2 % der Erststimmen erreichte er den dritten Platz hinter den Kandidaten der AfD und CDU und verpasste daher das Direktmandat. Über die Landesliste schaffte er dennoch den Einzug in den hessischen Landtag.
Für die SPD-Landtagsfraktion ist er Sprecher für Verkehr, Mittelstand, ländlicher Raum, Jagd und Fischereiwesen. 